# Jarryd Hughes
Jarryd Hughes (Sídney, 21 de mayo de 1995) es un deportista australiano que compitió en snowboard, especialista en la prueba de campo a través.
Participó en tres Juegos Olímpicos de Invierno, entre los años 2014 y 2022, obteniendo una medalla de plata en Pyeongchang 2018, en la prueba de campo a través.
Ganó una medalla de oro en el Campeonato Mundial de Snowboard de 2021, en la prueba de equipo mixto. Adicionalmente, consiguió una medalla de oro en los X Games de Invierno.

## Medallero internacional
| Juegos Olímpicos   | Juegos Olímpicos            | Juegos Olímpicos | Juegos Olímpicos                |
| Año                | Lugar                       | Medalla          | Prueba                          |
| ------------------ | --------------------------- | ---------------- | ------------------------------- |
| 2018               | Pyeongchang (Corea del Sur) | Medalla de plata | Campo a través                  |
| Campeonato Mundial |                             |                  |                                 |
| Año                | Lugar                       | Medalla          | Prueba                          |
| 2021               | Idre Fjäll (Suecia)         | Medalla de oro   | Campo a través por equipo mixto |

| X Games de Invierno | X Games de Invierno    | X Games de Invierno | X Games de Invierno |
| Año                 | Lugar                  | Medalla             | Prueba              |
| ------------------- | ---------------------- | ------------------- | ------------------- |
| 2016                | Aspen (Estados Unidos) | Medalla de oro      | Campo a través      |